# Franz von Pillersdorf
Baron Franz von Pillersdorf (1. března 1786 Brno – 22. února 1862 Vídeň) byl rakouský státník a roku 1848 krátce i předseda ministerské rady (ministerský předseda) Rakouského císařství.

## Život
Pocházel z šlechtické rodiny původem z Moravy, která dlouhodobě působila ve státních službách. Franz von Pillersdorf studoval na Vídeňské univerzitě státovědu a právo. Po studiích nastoupil jako státní úředník v Haliči. Od roku 1809 byl sekretářem u dvorské komory, kde se specializoval na oblasti státních financí. V letech 1813-1815 pomáhal vojenskému ministru Baldaccimu se zásobováním vojska a správě obsazených oblastí ve Francii. Z Francie navštívil Spojené království, odkud se vrátil do Rakouska, kde byl zaměstnán u finanční správy. Roku 1824 se stal viceprezidentem dvorské komory, roku 1832 členem tajné rady, spojené dvorské kanceláře, a od roku 1842 kancléřem dvorské kanceláře. Roku 1845 se stal čestným občanem Vídně. Již tehdy se profiloval jako liberálně orientovaný, byť k monarchii loajální politik.
Během revoluce v roce 1848 byl Pillersdorf, jehož opozice vůči dosavadnímu Metternichovu systému byla známa, 20. března 1848 jmenován coby šéf spojené dvorské kanceláře ministrem vnitra a 4. května 1848 i ministerským předsedou. Ústava, kterou 25. dubna 1848 vydal (Dubnová ústava) pro oblast Předlitavska (neměla platit pro Uhersko a Království lombardsko-benátské) ovšem nevyhovovala ani revolucionářům ani koruně. Předpokládala totiž dvoukomorový parlament s jmenovaným senátem a nepřímo volenou poslaneckou sněmovnou, zachovávala historická privilegia šlechty a výrazný vliv panovnického dvora. Radikální liberálové ve Vídni ji odmítli a ještě během května 1848 byla ústava odvolána. 8. července 1848 Franz von Pillersdorf abdikoval.
Brzy nato byl ve volbách roku 1848 zvolen na rakouský ústavodárný Říšský sněm. Zastupoval volební obvod Vídeň-vnitřní město I v Dolních Rakousích. Uvádí se jako ministerský předseda. Na mandát rezignoval v prosinci 1848. V seznamu poslanců k lednu 1849 už nefiguruje. Sněm byl zahájen 22. července 1848, avšak Pillersdorf už nemohl uplatnit žádný vliv na vývoj dalších událostí. V říjnu 1848 se stal 2. místopředsedou sněmu. Po rozpuštění sněmu, který se mezitím přesunul do Kroměříže, zůstal bez veřejného úřadu, a dokonce byl popotahován v disciplinárním vyšetřování a roku 1852 mu byla odebrána některá vyznamenání. Nový panovník František Josef I. vůči němu neměl sympatie. Pillesdorf měl v porevolučním období jen okrajový politický post, když byl zvolen do Vídeňské obecní rady.
Do aktivní politiky se ještě krátce vrátil po obnovení ústavnosti. Zasedl do Dolnorakouského zemského sněmu, který jej v dubnu 1861 zvolil do Říšské rady (městská kurie, obvod Vídeň). V Říšské radě se zaměřoval na témata finanční a na otázku státoprávního uspořádání Uherska. Již 22. února 1862 zemřel, krátce poté, co byl plně rehabilitován.